# نوینگونا
نوینگونا (به آلمانی: Neuengönna) یک شهر در آلمان است که در زاله‌هلتسلاند واقع شده‌است. نوینگونا ۶۶۲ نفر جمعیت دارد.